# Abierto GNP Seguros 2018
Die Abierto GNP Seguros 2018 waren ein Tennisturnier der WTA Tour 2018 für Damen und ein Tennisturnier der ATP Challenger Tour 2018 für Herren in Monterrey. Das Damenturnier der WTA fand vom 2. bis 8. April 2018, das Herrenturnier der ATP vom 1. bis 7. Oktober statt.

## Damenturnier
→ Qualifikation: Abierto GNP Seguros 2018/Damen/Qualifikation